# Затока Хреста
Затока Хреста — частина Анадирської затоки Берингового моря біля південного берега Чукотського півострова. Адміністративно відноситься до Іультинського району Чукотського автономного округу, Росія.
Назва в перекладі з чукот. Кэнынын — «вигин», з ескімо. Каӈиниӄ — «бухта».

## Історичні відомості
Затока була відкрита в 1648 році під час експедиції Семена Дежньова. Нанесена на карту в 1665 році під назвою Ночан землепроходцем Курбатов Івановим. Також була відомою під на назвою Велика губа. Сучасна назва дана Вітусом Берінгом у 1728 р в честь свята Святого Животворящого Хреста.

## Природні умови
Затока вдається в сушу на 102 км. Ширина біля входу становить 25 км, в середній частині 43 км. Глибина до 70 м. Береги обривисті, здебільшого порізані бухтами й гирлами річок. Взимку замерзає. Припливи півдобові, величиною 3 м.
Береги — заболочена тундра, в північній частині затоки, де розташовано селище міського типу Егвекінот — гірська тундра. На східному березі розташоване селище Конергіно, на західному — село Уелькаль. У затоку впадає декілько невеликих річок, найбільша з яких — Тнеквеєм.
В акваторію затоки заходять нерпа, моржі, кити.
Східне узбережжя затоки рівнинне, заболочені. Є безліч озер (найбільші — Амагитгин та Навкергитгин.